# De l'eau
Singles de Élodie Frégé
Viens jusqu'à moi
(juin 2004)
Pistes de Élodie Frégé
Faire semblant
De l'eau est le premier single d'Élodie Frégé sorti en 2004 et présent dans l'album Élodie Frégé. C'est l'adaptation française de Stones and Feathers de la chanteuse anglaise Alex Parks (gagnante de la saison 2 de Fame Academy en 2003).

## Liste des titres
| No | Titre                                           | Paroles                 | Musique                           | Durée |
| -- | ----------------------------------------------- | ----------------------- | --------------------------------- | ----- |
| 1. | De l'eau (Titre original : Stones and Feathers) | Justin Gray, Alex Parks | Blair MacKichan, Stefan Skarbek   | 3:07  |
| 2. | Pourtant                                        | Élodie Frégé            | Richard Barraclough, Élodie Frégé | 4:34  |

## Classement
| Classement (2004)           | Meilleure position |
| --------------------------- | ------------------ |
| Belgique (Ultratop 40)      | 11                 |
| France (SNEP)               | 16                 |
| Suisse (Swiss Music Charts) | 49                 |